# Iktinos
Iktinos (sau Ictinus, gr: Ἰκτῖνος) a fost un arhitect din secolul V î.Hr.
 Sursele antice îi identifică pe Iktinos și Callicrates ca fiind arhitecții Parthenonului.
Pausanias îl identifică pe Iktinos ca fiind arhitectul Templului lui Apollo din Bassae. Acel templu a fost în stil doric la exterior și ionic în interior, încorporând columne corintice, cea mai timpurie cunoscută aflându-se în centrul cellei (partea centrală a templului). Totodată sursele îl numesc a fi arhitectul telesterion-ului din Eleusis, o construcție de mari dimensiuni, care avea drept scop inițierea membrilor misterelor eleusiene.
Artistul Jean Auguste Dominique Ingres a pictat o scenă cu Iktinos și poetul liric Pindar. Pictura e cunoscută sub numele de Pindar și Iktinos și este expusă la Galeria Națională din Londra.